# Georgium
Le Georgium est un palais princier situé à Dessau, en Allemagne.  

## Histoire
Il a été construit pour Johann Georg von Anhalt-Dessau, frère cadet de Léopold III, duc d'Anhalt-Dessau. Il abrite aujourd'hui la galerie d'art Anhaltische Gemäldegalerie. 